# タチシオデ
タチシオデ（立牛尾菜、学名: Smilax nipponica ）はサルトリイバラ科シオデ属の多年草。雌雄異種。芽出しは山菜として食べられ、味や形がアスパラガスに似ることから「山のアスパラガス」の異名がある。別名オオバタチシオデ、地方によりヒデコ、ソデコ、ショデコの別名でもよばれている。中国名は白背牛尾菜 (別名: 七星牛尾菜、日本菝葜）。

## 分布と生育環境
日本では、本州、四国、九州に分布し、山野に生育する。国外では、朝鮮、中国に分布する。野原や山林の林縁など、日当たりのよい痩せた土地に生える。

## 特徴
つる性の多年生草本。茎は草質で、刺がなく、はじめのうちは直立するが、生長すれば同属のシオデのようにつる状になって他の植物に寄りかかって、巻きひげでからみつき、高さは1 - 2メートル (m) になる。葉は互生し、葉身は広楕円形または長楕円形で、長さは6 - 10センチメートル (cm) になり、先端は鈍頭で急にとがり、基部は切形または広いくさび形、5 - 7個の葉脈があり、脈は表面からとび出して鮮明で、ときに脈上に短毛がある。葉の裏面は粉白色を帯び、光沢が無く、全体に白っぽく見える。葉柄はやや長く、葉柄の基部の2個の托葉は巻ひげになる。
花期は初夏（5 - 6月）。芽出しのころから蕾を持つ。葉腋から長い柄のある半球形になる散形花序をだし、黄緑色の花をつける。花被片は6個あり、狭長楕円形で長さ約4mmになり、反り返らない。雄花にはやや短い雄蕊が6個ある。雌花には球状になる上位子房があり、花柱は先端が3裂する。果実は球形の液果となり、黒色に熟し、粉白色を帯びる。

葉が展開する前の、山菜として利用する頃の若芽は、先端の穂の形状が「筆」に似る。フデコ（或いはヒデコ）と呼ぶ地方もある。

- 雄花
- 雌花
- 山菜として採り頃の若芽

## 利用
北海道にも生えているシオデとともに、山菜として利用される。シオデよりも若芽は細いが、味は変わらない。地中から伸びた若い芽のうちできるだけ太い茎を選んで、30センチメートル (cm) くらいになったものを手で折れるとところで採る。かなり伸びた芽でも、先端の柔らかい部分は食べられる。味はアスパラガスに似る。鮮度が落ちるとえぐみが出てくるので、できるだけ早く下茹でをする。ただし、茹ですぎたり、水にさらしすぎると歯ごたえが悪くなるため注意を要する。茹でたものは、おひたしや和え物、マヨネーズにつけて食べたり、バター炒め、グラタンなど洋風料理の具にする。生のまま天ぷらにもできる。
山菜採りが盛んな地方であっても「ワラビ採り」「タケノコ採り」とは異なり「ヒデコ（本種の地方名）採り」とは言わない。群生することが希で、通常本種を目的として入山することはなく、ワラビ・タラの芽など他の山菜を採る目的で入山した際に「ついで」に見つけて採取されるケースがほとんど。ゆえに希少・貴重な山菜であると考えられている。
採取の際は下部の葉腋を残すとよい。本来の幹を折り取られた後も、成長の段階や条件によっては葉腋から新たな幹が成長し花芽を形成する場合があるためである。

## 下位分類
- オオバタチシオデ Smilax nipponica Miq. f. grandifolia H.Hara
- ホソバタチシオデ Smilax nipponica Miq. f. tenuifolia Hisauti